# Епископ милешевски Филарет
Филарет  (световно Јеленко Мићевић; Борци код Коњица, 8. август 1947) умировљени је епископ милешевски.

## Живот
Епископ Филарет је рођен је у Борцима код Коњица 8. августа 1947. Отац му се звао Лука, а мајка Десанка, рођена Симић. Основну школу је завршио у Коњицу а Богословију у Београду. Замонашио се 1. маја 1969. у богословској капели, при чему је примио име Филарет. Замонашио га је тадашњи патријарх српски Герман, који га је произвео у чин јерођакона 11. септембра 1969, и чин јеромонаха 4. децембра 1969. У чин протосинђела га је 1990. произвео митрополит загребачко-љубљански Јован.
Завршио Богословски факултет у Београду као најбољи студент у историји Београдског Универзитета. Диплому је од датума уписа добио за свега два месеца.
Свети архијерејски сабор га је поставио за епископа милешевског 14. маја 1999, а хиротонисан је од стране патријарха српског Павла 23. маја 1999. у Саборном храму Светог арханђела Михаила у Београду.
Његово епископство карактерише велика материјална обнова манастира Милешеве као и 16 новоподигнутих цркава широм епархије. 
Свети архијерејски синод га је 10. марта 2015. разрешио од управљања епархијом и покренуо канонски поступак. Одлуку је потврдио Свети архијерејски сабор 23. маја 2015. године.